# Sergej Šojgu
Sergej Kužugetovič Šojgu (rusko Серге́й Кужуге́тович Шойгу́; rojen 21. maja 1955) je ruski politik, vodja ruskega sveta za nacionalno varnost, general in bivši minister za obrambo Ruske federacije. Šojgu je bil tudi predsednik Sveta ministrov za obrambo Skupnosti neodvisnih držav od leta 2012, med 1991 in 2012 pa minister za izredne razmere in leta 2012 za krajši čas guverner Moskovske oblasti. Kot tesen zaupnik in zaveznik Vladimirja Putina spada Šojgu med silovike, Putinov notranji krog. Za Šojgujem je zaradi utemeljenega suma o odgovornosti za vojne zločine v Ukrajini razpisana tiralica Mednarodnega kazenskega sodišča.

## Zgodnja leta in izobrazba
Šojgu se je rodil 21 maja 1955 v Hadanu v Tuvinski avtonomni oblasti; oče Kužuget Šojgu (1921–2010) je bil tuvinske narodnosti, mati Aleksandra Jakovljevna Šojgu (1924–2011) pa je v Ukrajini rojena Rusinja. Sergej Šojgu je maturiral na 1. gimnaziji mesta Kizil v tuvinski republiki.
Leta 1977 je Šojgu diplomiral na Krasnojarskem Politehničnem inštitutu z diplomo iz gradbeništva. Po diplomi leta 1977 je Šojgu naslednjih deset let delal na gradbenih projektih po vsej državi in se vzpenjal na vse bolj odgovorna mesta, vse do položaja izvršnega direktorja. Leta 1988 je Šojgu postal manjši funkcionar v Abakanski podružnici Komunistične partije Sovjetske zveze, kasneje je bil nekaj let aktiven v Komsomolu. Leta 1990 je Šojgu iz Sibirije odšel v Moskvo na mesto namestnika načelnika Državnega odbora za arhitekturo in gradbeništvo Ruske federacije.

## Minister za izredne razmere (1991–2012)
Leta 1991 je bil imenovan na čelo civilne zaščite, kasneje preimenovane v Državni odbor za nujne primere, iz katerega je skupaj z obsežnimi odgovornostmi izšlo Ministrstvo za izredne razmere. Tako je Šojgu postal vladni minister. Postal je priljubljen zaradi svojega praktičnega pristopa k reševanju problemov in visoke vidnosti ob izrednih razmerah, kot so bile poplave, potresi in teroristični dogodki. Leta 1999 je postal eden voditeljev ruske provladne stranke Enotnost. Leta 1999 je prejel najprestižnejšo medaljo države Rusije, red Heroja Ruske federacije.

## Guverner moskovske oblasti (2012)
Marca 2012 je Šojgu postal eden od potencialnih kandidatov za guvernerja moskovske oblasti. 5. aprila 2012 ga je Duma moskovske oblasti (zakonodajalec) izvolila z 11. majem 2012 na mesto kot 3. guvernerja moskovske oblasti.

## Minister za obrambo (2012–2024)
6. novembra 2012 je Putin Šojguja imenoval za ministra za obrambo. Po mnenju strokovnjaka Sergeja Smirnova je tako imenovana »petersburška skupina« silovikov (Sergej Ivanov, Sergej Čemezov in Viktor Ivanov) želela, da bi eden od njenih pripadnikov nasledil Anatolija Serdjukova, toda Putin klana ni želel okrepiti in se je odločil za nevtralnega Šojguja.
7. novembra 2012 se je minister odločil, da bo obudil tradicijo, da kadeti Suvorova in Nahimova sodelujejo na paradi za 9. maj. Julija 2013 je Šojgu ukazal poveljnikom, da vsak dan v vojašnicah začnejo s petjem ruske himne, da sestavijo seznam vojaško-domoljubnih knjig kot obvezno čtivo in da pod svoj nadzor prevzamejo pripravo fotoalbumov za odpust iz vojske. Avgusta istega leta je ukazal obleči vse civilne delavce obrambnega ministrstva, drugo osebje in vodstvene delavce v tako imenovane »pisarniške uniforme«.
Februarja 2014 je Šojgu sporočil javnosti, da Rusija načrtuje podpis sporazumov z Vietnamom, Kubo, Venezuelo, Nikaragvo, Sejšeli, Singapurjem in številnimi drugimi državami, bodisi za namestitev stalnih vojaških baz bodisi za namestitev črpalk za letalsko gorivo v teh državah. Od takrat je bil dejansko podpisan le sporazum z Vietnamom.
Julija 2014 je Ukrajina začela kazenski postopek proti Šojguju; z obtožbo, da je pomagal oblikovati »nezakonite vojaške enote« v vzhodni Ukrajini, ki so se takrat borile proti ukrajinski vojski.
30. septembra 2015 je Rusija začela z boji v Siriji. Operacijo so izvedle ruske letalske sile, s podporo ruske vojne mornarice. 
Kot obrambni minister se je Šojgu ob koncih tedna večkrat pridružil Putinu in skupaj z njim v Sibiriji preživela vikend.
11. februarja 2022 se je Šojgu sestal z britanskim obrambnim ministrom Benom Valaceom. Šojgu je zanikal, da Rusija načrtuje napad na Ukrajino.
24. februarja 2022 je Rusija začela obsežno vojaško invazijo na Ukrajino. Šojgu je izjavil, da je namen invazije "zaščititi Rusko federacijo pred vojaško grožnjo zahodnih držav, ki poskušajo ukrajinsko ljudstvo uporabiti v boju proti naši državi." Po predsedniških volitvah je Putin na mestu ministra za obrambo Šojguja zamenjal z Andrejem Belorusovim; Šojgu pa je prevzel vodenje ruskega sveta za nacionalno varnost. Mednarodno kazensko sodišče je junija 2024 razpisalo nalog za aretacijo Šojguja (in vrhovnega poveljnika ruske vojske Valerija Gerasimova) zaradi utemeljenega suma krivde za vojne zločine v povezavi z vpletenostjo v napade na ukrajinsko civilno infrastrukturo, prekomerno škodo civilistom ter civilnim objektom in zločini proti človeštvu.

## Sankcije
23. februarja 2022 je Evropska unija zaključila, da je Šojgu odgovoren za aktivno podporo in izvajanje ukrepov in politike, ki spodkopavajo in ogrožajo ozemeljsko celovitost, suverenost in neodvisnost Ukrajine ter stabilnost in varnost v Ukrajini. Zato je Evropska unija dodala Šojguja na seznam fizičnih in pravnih oseb, subjektov in organov v Prilogi I k Uredbi (EU) št. 269/2014.
Dne 25. februarja 2022, po Ruski invaziji na Ukrajino, so Združene Države dodale Šojguja na Seznam sankcioniranih državljanov in blokiranih oseb.

## Osebno življenje
Po časopisu Sibirski Časi naj bi poleg ruščine tekoče govoril devet jezikov, tako angleščino, japonščino, kitajščino in turščino.

### Družina
Sergej Šojgu se je rodil Kužuget Serejevič Šojgu  (1921-2010) (rojen Šojgu seree oglu Kužuget, njegovo ime naj bi bilo spremenjeno zaradi napake v potnem listu, v skladu z uradno linijo Tuva; bolj verjetno je rusificiral ime iz turškega oglu "sin..." in Aleksandre Jakovlevne Šojgu (roj. Kudrjavceva) (1924-2011). Kužuget je bil urednik regionalnega časopisa; kasneje je delal v Komunistični partiji in za sovjetske oblasti ter bil sekretar Odbor Stranke Tuva. Upokojil se je s činom prvega namestnika predsednika Sveta ministrov Tuvinske ASSR. Prav tako je vodil tuvinski Državni arhiv in šest let preživel kot urednik časopisa Pravda; napisal je romane Čas in ljudje, Pero črnega jastreba (2001), Tannu Tuva: Država jezer in modrih rek (2004). Aleksandra se je rodila v vasi Jakovljev v Orlovski oblasti. Od tam se je njena družina tik pred vojno preselila v Kadijevko (zdaj Stahanov) v Luganski Oblasti v Ukrajini. Kot živinorejski tehnik je Aleksandra bila častna delavka kmetijstva Republike Tuva, do leta 1979 je bila vodja oddelka za načrtovanje Ministrstva za kmetijstvo Republike in bila večkrat izvoljena za poslanko v Vrhovni sovjet (parlament) Tuva ASSR. Sergejev prastric Seren Kužuget je bil poveljnik revolucionarne vojske tuvincev med 1929 in 1938.
Sergej ima dve sestri, Lariso Kužogetovno Šojgu (1953–2021), poslanko v Državni Dumi, in psihiatrinjo Irino Zaharovo (1960 -).
Šojgu se je poročil z Irino Aleksandrovno Šojgu (roj. Antipina). Je predsednica poslovnega turističnega podjetja Ekspo-EM. Imata dve hčerki, Julijo (1977) in Ksenijo (1991). Aleksej Navalni sumi, da se za Ksenijo in njeno palačo na obrobju Moskve, vredno kakih 12 milijonov, skriva njen oče. Leta 2012 je bilo lastništvo preneseno v formalno last Jelene Antipine.

### Konjički
Šojgu uživa v študiju zgodovine Rusije za časa Petra Velikega in v letih 1812-1825 (Francoski vdor v Rusijo in decembristični upor).
Šojgu ljubi šport, je pristaš hokejskega kluba CSKA Moskva. Uživa tudi v nogometu in navija za Spartak Moskva. Marca 2016 je skupaj z Sergejem Lavrovom predlagal narodno rusko nogometno ligo, katere cilj je združiti ljubitelje športa iz vse Rusije.
Šojgu zbira indijske, kitajske in japonske meče in bodala. Ljubi tudi starodavne pesmi in igra kitaro. Slika z vodenimi barvami in ustvarja grafike. Uživa tudi v zbiranju starih kosov lesa, nekatere je pokazal Putinu.

### Vera
Govorilo se je, da Šojgu prakticira bodisi budizem bodisi šamanizem. Šojgu pa je leta 2008 izjavil, da je pri petih letih bil krščen v Rusko Pravoslavno Cerkev .